# Claude Dauphin
Claude Dauphin, nome d'arte di Claude Marie Eugène Legrand (Corbeil-Essonnes, 19 agosto 1903 – Parigi, 16 novembre 1978), è stato un attore francese.

## Biografia
Era figlio di Maurice Étienne Legrand, un poeta che scriveva sotto lo pseudonimo di Franc-Nohain e che fu l'autore del libretto dell'opera lirica L'Heure espagnole di Maurice Ravel. Era inoltre fratello di Jean-Marie Legrand, in arte Jean Nohain, presentatore radio-televisivo francese e scrittore.
Iniziò a lavorare come  decoratore di scena al Teatro dell'Odéon di Parigi ma, dopo aver debuttato sul palcoscenico con successo in una sostituzione dell'ultimo minuto, venne scelto da Tristan Bernard per il ruolo principale in La Fortune, che nel 1931 fu portata anche sullo schermo con Dauphin nella parte del protagonista Joannis.
Fama gli derivò poi dalla sua prova di recitazione nel film Il mondo crollerà (1940), scritto da Clouzot e diretto da Richard Pottier, in cui interpretò il ruolo del protagonista, Jean Durand. In Cavalcata d'amore, sceneggiato da Jean Anouilh e diretto da Raymond Bernard, anch'esso del 1940, interpretò tre diversi ruoli. Recitò quindi in numerosi altri film francesi ed americani, accanto ad interpreti famosi quali Danielle Darrieux in Il piacere (1952), Simone Signoret in Casco d'oro (1952), Doris Day in Aprile a Parigi (1953), Bing Crosby in Per ritrovarti (1953), Ingrid Bergman in La vendetta della signora (1964), Sophia Loren e Paul Newman in Lady L (1965), Lilli Palmer in Uno sporco contratto (1969), e altri ancora.
Il suo ultimo film risale al 1978: Le Pion, diretto da Christian Gion. Oltre ad apparire in più di cento film durante la sua carriera, fu anche interprete in numerose serie televisive.

## Vita privata
Claude Dauphin si sposò tre volte. Prima con Rosine Derean, quindi con l'attrice Maria Mauban, dalla quale ebbe Jean-Claude Dauphin, che ha seguito le orme dei genitori nel mondo del cinema. Nel 1955 si risposò con l'attrice statunitense Norma Eberhardt, alla quale rimase legato fino alla morte.
È sepolto a Parigi, nel cimitero di Père-Lachaise.

## Filmografia parziale

Claude Dauphin in La più bella serata della mia vita (1972) di Ettore Scola

### Cinema
- Una volpe a corte (Le Roman de Renard), regia di Irene e Wladyslaw Starewicz (1930) (voce)
- La Fortune, regia di Jean Hémard (1931)
- Aux urnes, citoyens, regia di Jean Hémard (1932)
- La figlia del reggimento (La Fille du régiment), regia di Pierre Billon e Carl Lamac (1933)
- Le sorprese del vagone letto (Les Surprises du sleeping), regia di Karl Anton (1933)
- Non siamo più ragazzi (Nous ne sommes plus des enfants), regia di Augusto Genina (1934)
- Un viaggio imprevisto (Un voyage imprévu), regia di Jean de Limur (1934)
- Le perle della corona (Les Perles de la couronne), regia di Sacha Guitry (1937)
- Ragazze folli (Entrée des artistes), regia di Marc Allégret (1938)
- Conflitto (Conflit), regia di Léonide Moguy (1938)
- Cavalcata d'amore (Cavalcade d'amour), regia di Raymond Bernard (1940)
- Piccola ladra (Battement de coeur), regia di Henri Decoin (1940)
- Transatlantico (Paris-New York), regia di Yves Mirande (1940)
- Il mondo crollerà (Le Monde tremblera), regia di Richard Pottier (1940)
- La mia vita per la tua (Les Hommes sens peur), regia di Yvan Noé (1942)
- Cirano di Bergerac (Cyrano de Bergerac), regia di Fernand Rivers (1946)
- Non siamo sposati (Nous ne sommes pas mariés), regia di Bernard-Roland e Gianni Pons (1946)
- Van Gogh, regia di Alain Resnais (1948)
- L'impeccable Henri, regia di Charles-Félix Tavano (1948)
- L'Inconnu d'un soir, regia di Hervé Bromberger e Max Neufeld (1949)
- Il deportato (Deported), regia di Robert Siodmak (1950)
- Casco d'oro  (Casque d'or), regia di Jacques Becker) (1952)
- Il piacere (Le Plaisir), regia di Max Ophüls (1952)
- Aprile a Parigi (April in Paris), regia di David Butler (1952)
- Per ritrovarti (Little Boy Lost), regia di George Seaton (1953)
- Provinciali a Parigi (Innocents in Paris), regia di Gordon Parry (1953)
- Il mostro della via Morgue (Phantom of the Rue Morgue), regia di Roy Del Ruth (1954)
- Les Mauvaises Rencontres, regia di Alexandre Astruc (1955)
- Un americano tranquillo (The Quiet American), regia di Joseph L. Mankiewicz (1958)
- A Parigi in vacanza (Mon coquin de père), regia di Georges Lacombe (1958)
- Perché sei arrivato così tardi? (Pourquoi viens-tu si tard? ), regia di Henri Decoin (1959)
- La morsa (The Full Treatement), regia di Val Guest (1960)
- Tiara Tahiti, regia di Ted Kotcheff (1962)
- Le tentazioni quotidiane (Le diable et les dix commandements), regia di Julien Duvivier (1962)
- Sinfonia per un massacro (Symphonie pour un massacre), regia di Jacques Deray (1963)
- La pappa reale (La bonne soupe), regia di Robert Thomas (1964)
- La vendetta della signora (The Visit), regia di Bernhard Wicki (1964)
- Vagone letto per assassini (Compartiment tueurs), regia di Costa Gavras (1965) (non accreditato)
- Lady L, regia di Peter Ustinov (1965)
- Parigi brucia? (Paris brûle-t-il?), regia di René Clément (1966)
- Grand Prix, regia di John Frankenheimer (1966)
- Da Berlino l'apocalisse, regia di Mario Maffei (1967)
- Due per la strada (Two for the Road), regia di Stanley Donen (1967)
- Barbarella, regia di Roger Vadim (1968)
- La meravigliosa amante di Adolphe (Adolphe, ou l'âge tendre), regia di Bernard Toublanc-Michel (1968)
- Uno sporco contratto (Hard Contract), regia di S. Lee Pogostin (1969)
- La pazza di Chaillot (The Madwoman of Chaillot), regia di Bryan Forbes (1969)
- La più bella serata della mia vita, regia di Ettore Scola (1972)
- Vogliamo i colonnelli, regia di Mario Monicelli (1973)
- L'importante è amare (L'important c'est d'aimer), regia di Andrzej Żuławski (1975)
- Operazione Rosebud (Rosebud), regia di Otto Preminger (1975)
- Bagarre express (La Course à l'échalote), regia di Claude Zidi (1975)
- L'inquilino del terzo piano (Le Locataire), regia di Roman Polański (1976)
- Distanza zero (Le Point de mire), regia di Jean-Claude Tramont (1977)
- La vita davanti a sé (La Vie devant soi), regia di Moshé Mizrahi (1977)
- Le Pion, diretto da Christian Gion (1978)

### Televisione
- The Alcoa Hour – serie TV, episodio 1x15 (1956)
- I miserabili (Les Misérables), regia di Glenn Jordan – film TV (1978)

## Doppiatori italiani
- Bruno Persa in Lady L, Grand Prix, Da Berlino l'apocalisse, Due per la strada, L'importante è amare
- Emilio Cigoli in Casco d'oro
- Augusto Marcacci in Aprile a Parigi
- Giulio Panicali in Un americano tranquillo
- Giuseppe Rinaldi in Le tentazioni quotidiane
- Luigi Vannucchi in Barbarella
- Renato Cominetti in Uno sporco contratto
- Alessandro Sperlì in La pazza di Chaillot
- Nino Dal Fabbro in Vogliamo i colonnelli